# Élections législatives de 2022 dans la Haute-Garonne
Les élections législatives françaises de 2022 se déroulent les 12 et 19 juin 2022. Dans la Haute-Garonne, dix députés sont à élire dans le cadre de dix circonscriptions du département.

## Contexte

### Résultats de l'élection présidentielle de 2022 par circonscription
| Circonscription | 1er tour | 1er tour | 1er tour  |         | 2d tour | 2d tour |
| Circonscription | Macron   | Le Pen   | Mélenchon | Macron  | Le Pen  |         |
| --------------- | -------- | -------- | --------- | ------- | ------- | ------- |
| Circonscription |          |          |           |         |         |         |
| 1re             | 27,90 %  | 12,27 %  | 31,94 %   | 73,53 % | 26,47 % |         |
| 2e              | 27,35 %  | 15,54 %  | 29,10 %   | 68,47 % | 31,53 % |         |
| 3e              | 32,20 %  | 11,74 %  | 24,53 %   | 74,24 % | 25,76 % |         |
| 4e              | 25,54 %  | 9,09 %   | 38,69 %   | 78,55 % | 21,45 % |         |
| 5e              | 26,00 %  | 24,92 %  | 21,05 %   | 55,54 % | 44,46 % |         |
| 6e              | 29,60 %  | 19,03 %  | 22,29 %   | 64,70 % | 35,30 % |         |
| 7e              | 23,99 %  | 24,80 %  | 22,70 %   | 54,72 % | 45,28 % |         |
| 8e              | 21,09 %  | 25,86 %  | 20,30 %   | 49,40 % | 50,60 % |         |
| 9e              | 24,64 %  | 15,41 %  | 33,21 %   | 68,59 % | 31,41 % |         |
| 10e             | 29,46 %  | 17,97 %  | 22,05 %   | 64,91 % | 35,09 % |         |

## Système électoral
Les élections législatives ont lieu au scrutin uninominal majoritaire à deux tours dans des circonscriptions uninominales.
Est élu au premier tour le candidat qui réunit la majorité absolue des suffrages exprimés et un nombre de voix au moins égal au quart (25 %) des électeurs inscrits dans la circonscription. Si aucun des candidats ne satisfait ces conditions, un second tour est organisé entre les candidats ayant réuni un nombre de voix au moins égal à un huitième des inscrits (12,5 %) ; les deux candidats arrivés en tête du premier tour se maintiennent néanmoins par défaut si un seul ou aucun d'entre eux n'a atteint ce seuil. Au second tour, le candidat arrivé en tête est déclaré élu.
Le seuil de qualification basé sur un pourcentage du total des inscrits et non des suffrages exprimés rend plus difficile l'accès au second tour lorsque l'abstention est élevée. Le système permet en revanche l'accès au second tour de plus de deux candidats si plusieurs d'entre eux franchissent le seuil de 12,5 % des inscrits. Les candidats en lice au second tour peuvent ainsi être trois, un cas de figure appelé « triangulaire ». Les second tours où s'affrontent quatre candidats, appelés « quadrangulaire » sont également possibles, mais beaucoup plus rares.

### Partis et nuances
Les résultats des élections sont publiés en France par le ministère de l'Intérieur, qui classe les partis en leur attribuant des nuances politiques. Ces dernières sont décidées par les préfets, qui les attribuent indifféremment de l'étiquette politique déclarée par les candidats, qui peut être celle d'un parti ou une candidature sans étiquette.
En 2022, seules les coalitions Ensemble (ENS) et Nouvelle Union populaire écologique et sociale (NUP), ainsi que le Parti radical de gauche (RDG), l'Union des démocrates et indépendants (UDI), Les Républicains (LR), le Rassemblement national (RN) et Reconquête (REC) se voient attribuer  une nuance propre,,.
Tous les autres partis se voient attribuer l'une ou l'autre des nuances suivantes : DXG (divers extrême gauche), DVG (divers gauche), ECO (écologiste), REG (régionaliste), DVC (divers centre), DVD (divers droite), DSV (droite souverainiste) et DXD (divers extrême droite). Des partis comme Debout la France ou Lutte ouvrière ne disposent ainsi pas de nuance propre, et leurs résultats nationaux ne sont pas publiés séparément par le ministère, car mélangés avec d'autres partis (respectivement dans les nuances DSV et DXG),.

## Résultats

### Élus
| Circonscription                                 | Député sortant           | Parti | Parti     | Groupe | Député élu ou réélu      | Parti | Parti      | Groupe   |
| ----------------------------------------------- | ------------------------ | ----- | --------- | ------ | ------------------------ | ----- | ---------- | -------- |
| 1re                                             | Pierre Cabaré *          |       | LREM      | LREM   | Hadrien Clouet           |       | LFI        | LFI      |
| 2e                                              | Jean-Luc Lagleize        |       | MoDem     | MoDem  | Anne Stambach-Terrenoir  |       | LFI        | LFI      |
| 3e                                              | Corinne Vignon           |       | LREM      | LREM   | Corinne Vignon           |       | LREM       | RE       |
| 4e                                              | Mickaël Nogal *          |       | LREM      | LREM   | François Piquemal        |       | LFI        | LFI      |
| 5e                                              | Jean-François Portarrieu |       | LREM - AC | LREM   | Jean-François Portarrieu |       | LREM - AC  | app. HOR |
| 6e                                              | Monique Iborra           |       | LREM      | LREM   | Monique Iborra           |       | LREM       | RE       |
| 7e                                              | Élisabeth Toutut-Picard  |       | EC - LREM | LREM   | Christophe Bex           |       | LFI        | LFI      |
| 8e                                              | Joël Aviragnet           |       | PS        | SOC    | Joël Aviragnet           |       | PS         | SOC      |
| 9e                                              | Sandrine Mörch           |       | EC - LREM | LREM   | Christine Arrighi        |       | EELV       | ÉCO      |
| 10e                                             | Sébastien Nadot *        |       | MDP       | LT     | Dominique Faure          |       | PRV - LREM | RE       |
| * député sortant ne se représentant pas en 2022 |                          |       |           |        |                          |       |            |          |

### Résultats à l'échelle du département

#### Résultats par coalition
| Parti ou coalition                                           | Parti ou coalition                                           | Parti ou coalition                                   | Premier tour | Premier tour | Premier tour | Second tour   | Second tour   | Second tour | Total Sièges  | +/-           |  |
| Parti ou coalition                                           | Parti ou coalition                                           | Parti ou coalition                                   | Voix         | %            | Sièges       | Voix          | %             | Sièges      | Total Sièges  | +/-           |  |
| ------------------------------------------------------------ | ------------------------------------------------------------ | ---------------------------------------------------- | ------------ | ------------ | ------------ | ------------- | ------------- | ----------- | ------------- | ------------- |  |
|                                                              |                                                              | La France insoumise (LFI)                            | 99 818       | 20,31        | 0            | 133 225       | 29,87         | 4           | 4             | 4             |  |
|                                                              | Parti socialiste (PS)                                        | 30 824                                               | 6,27         | 0            | 51 757       | 11,61         | 1             | 1           | en stagnation |               |  |
|                                                              | Génération.s (G.s)                                           | 19 535                                               | 3,98         | 0            | 26 907       | 6,03          | 0             | 0           | Nv            |               |  |
|                                                              | Europe Écologie Les Verts (EELV)                             | 16 167                                               | 3,29         | 0            | 21 748       | 4,88          | 1             | 1           | 1             |               |  |
| Total Nouvelle Union populaire écologique et sociale (NUPES) | Total Nouvelle Union populaire écologique et sociale (NUPES) | 166 344                                              | 33,85        | 0            | 233 637      | 52,39         | 6             | 6           | 5             |               |  |
|                                                              |                                                              | La République en marche (LREM)                       | 59 539       | 12,12        | 0            | 94 047        | 21,09         | 3           | 3             | 4             |  |
|                                                              | En commun - La République en marche (EC - LREM)              | 24 233                                               | 4,93         | 0            | 37 958       | 8,51          | 0             | 0           | Nv            |               |  |
|                                                              | Parti radical (PRV)                                          | 17 720                                               | 3,61         | 0            | 27 118       | 6,08          | 1             | 1           | Nv            |               |  |
|                                                              | Mouvement démocrate (MoDem)                                  | 14 807                                               | 3,01         | 0            | 23 946       | 5,37          | 0             | 0           | 1             |               |  |
|                                                              | Horizons (H)                                                 | 9 281                                                | 1,89         | 0            |              |               |               | 0           | Nv            |               |  |
|                                                              | Territoires de progrès (TdP)                                 | 8 273                                                | 1,68         | 0            | 13 381       | 3,00          | 0             | 0           | Nv            |               |  |
| Total Ensemble (ENS)                                         | Total Ensemble (ENS)                                         | 133 853                                              | 27,24        | 0            | 196 450      | 44,05         | 4             | 4           | 4             |               |  |
|                                                              | Rassemblement national (RN)                                  | Rassemblement national (RN)                          | 78 380       | 15,95        | 0            | 15 867        | 3,56          | 0           | 0             | en stagnation |  |
|                                                              |                                                              | Les Républicains (LR)                                | 26 476       | 5,39         | 0            |               |               |             | 0             | en stagnation |  |
| Total Union de la droite et du centre (UDC)                  | Total Union de la droite et du centre (UDC)                  | 26 476                                               | 5,39         | 0            | 0            | en stagnation |               |             |               |               |  |
|                                                              | Reconquête (REC)                                             | Reconquête (REC)                                     | 20 930       | 4,26         | 0            | 0             | Nv            |             |               |               |  |
|                                                              | Parti radical de gauche (PRG)                                | Parti radical de gauche (PRG)                        | 10 288       | 2,09         | 0            | 0             | Nv            |             |               |               |  |
|                                                              | Europe Écologie Les Verts (EELV) - hors accord NUPES         | Europe Écologie Les Verts (EELV) - hors accord NUPES | 7 900        | 1,61         | 0            | 0             | en stagnation |             |               |               |  |
|                                                              | Résistons (RES)                                              | Résistons (RES)                                      | 7 771        | 1,58         | 0            | 0             | en stagnation |             |               |               |  |
|                                                              |                                                              | Mouvement hommes animaux nature (MHAN)               | 4 668        | 0,95         | 0            | 0             | en stagnation |             |               |               |  |
|                                                              | L'Écologie autrement (LÉA)                                   | 1 667                                                | 0,34         | 0            | 0            | Nv            |               |             |               |               |  |
|                                                              | France Écologie (FÉ)                                         | 1 326                                                | 0,27         | 0            | 0            | Nv            |               |             |               |               |  |
| Total Tous unis pour le vivant (TUPV)                        | Total Tous unis pour le vivant (TUPV)                        | 7 661                                                | 1,56         | 0            | 0            | en stagnation |               |             |               |               |  |
|                                                              |                                                              | L'Engagement (ENG)                                   | 4 695        | 0,96         | 0            | 0             | Nv            |             |               |               |  |
|                                                              | Mouvement républicain et citoyen (MRC)                       | 1 676                                                | 0,34         | 0            | 0            | en stagnation |               |             |               |               |  |
| Total Fédération de la gauche républicaine (FGR)             | Total Fédération de la gauche républicaine (FGR)             | 6 371                                                | 1,30         | 0            | 0            | en stagnation |               |             |               |               |  |
|                                                              | Parti animaliste (PA)                                        | Parti animaliste (PA)                                | 6 242        | 1,27         | 0            | 0             | en stagnation |             |               |               |  |
|                                                              | Lutte ouvrière (LO)                                          | Lutte ouvrière (LO)                                  | 3 836        | 0,78         | 0            | 0             | en stagnation |             |               |               |  |
|                                                              |                                                              | Les Patriotes (LP)                                   | 2 021        | 0,41         | 0            | 0             | Nv            |             |               |               |  |
|                                                              | Debout la France (DLF)                                       | 1 458                                                | 0,30         | 0            | 0            | en stagnation |               |             |               |               |  |
| Total Union pour la France (UPF)                             | Total Union pour la France (UPF)                             | 3 479                                                | 0,71         | 0            | 0            | en stagnation |               |             |               |               |  |
|                                                              |                                                              | Bastir Occitanie (BO)                                | 3 129        | 0,64         | 0            | 0             | Nv            |             |               |               |  |
| Total Pays unis (PU)                                         | Total Pays unis (PU)                                         | 3 129                                                | 0,64         | 0            | 0            | Nv            |               |             |               |               |  |
|                                                              | Parti pirate (PP)                                            | Parti pirate (PP)                                    | 2 077        | 0,42         | 0            | 0             | en stagnation |             |               |               |  |
|                                                              |                                                              | Union des centristes et des écologistes (UCE)        | 1 268        | 0,26         | 0            | 0             | en stagnation |             |               |               |  |
|                                                              | Alliance centriste (AC)                                      | 740                                                  | 0,15         | 0            | 0            | Nv            |               |             |               |               |  |
| Total Les écologistes avec la majorité présidentielle (ÉMP)  | Total Les écologistes avec la majorité présidentielle (ÉMP)  | 2 008                                                | 0,41         | 0            | 0            | en stagnation |               |             |               |               |  |
|                                                              | Éducation, Démocratie, Dignité (EDD)                         | Éducation, Démocratie, Dignité (EDD)                 | 1 564        | 0,32         | 0            | 0             | Nv            |             |               |               |  |
|                                                              |                                                              | Appel au peuple (AUP)                                | 655          | 0,13         | 0            | 0             | Nv            |             |               |               |  |
|                                                              | République souveraine (RS)                                   | 528                                                  | 0,11         | 0            | 0            | Nv            |               |             |               |               |  |
| Total La raison du peuple (LRDP)                             | Total La raison du peuple (LRDP)                             | 1 183                                                | 0,24         | 0            | 0            | Nv            |               |             |               |               |  |
|                                                              | Dissidents Reconquête                                        | Dissidents Reconquête                                | 501          | 0,10         | 0            | 0             | Nv            |             |               |               |  |
|                                                              | Allons enfants (AE)                                          | Allons enfants (AE)                                  | 174          | 0,04         | 0            | 0             | en stagnation |             |               |               |  |
|                                                              | Parti ouvrier indépendant démocratique (POID)                | Parti ouvrier indépendant démocratique (POID)        | 128          | 0,03         | 0            | 0             | en stagnation |             |               |               |  |
|                                                              |                                                              | Gouvernance partagée France (GPF)                    | 5            | 0,00         | 0            | 0             | Nv            |             |               |               |  |
| Total Convergence RIC (CRIC)                                 | Total Convergence RIC (CRIC)                                 | 5                                                    | 0,00         | 0            | 0            | Nv            |               |             |               |               |  |
|                                                              | Dissidents NUPES                                             | Dissidents NUPES                                     | 0            | 0,00         | 0            | 0             | Nv            |             |               |               |  |
|                                                              | Autres partis                                                | Autres partis                                        | 9            | 0,00         | 0            | 0             | en stagnation |             |               |               |  |
|                                                              | Sans étiquette (SE)                                          | Sans étiquette (SE)                                  | 1 052        | 0,21         | 0            | 0             | en stagnation |             |               |               |  |
|                                                              |                                                              |                                                      |              |              |              |               |               |             |               |               |  |
| Suffrages exprimés                                           | Suffrages exprimés                                           | Suffrages exprimés                                   | 491 361      | 97,98        |              | 445 954       | 92,35         |             |               |               |  |
| Votes blancs                                                 | Votes blancs                                                 | Votes blancs                                         | 7 098        | 1,42         | 24 846       | 5,15          |               |             |               |               |  |
| Votes nuls                                                   | Votes nuls                                                   | Votes nuls                                           | 3 019        | 0,60         | 12 106       | 2,51          |               |             |               |               |  |
| Total                                                        | Total                                                        | Total                                                | 501 478      | 100          | 0            | 482 906       | 100           | 10          | 10            | en stagnation |  |
| Abstentions                                                  | Abstentions                                                  | Abstentions                                          | 436 251      | 46,52        |              | 454 986       | 48,51         |             |               |               |  |
| Inscrits/Participation                                       | Inscrits/Participation                                       | Inscrits/Participation                               | 937 729      | 53,48        | 937 892      | 51,49         |               |             |               |               |  |

#### Résultats par nuance
| Nuance                 | Nuance                                         | Nuance                 | Premier tour | Premier tour | Premier tour | Second tour | Second tour   | Second tour | Total Sièges | +/-           |  |
| Nuance                 | Nuance                                         | Nuance                 | Voix         | %            | Sièges       | Voix        | %             | Sièges      | Total Sièges | +/-           |  |
| ---------------------- | ---------------------------------------------- | ---------------------- | ------------ | ------------ | ------------ | ----------- | ------------- | ----------- | ------------ | ------------- |  |
|                        | Nouvelle Union populaire écologique et sociale | NUP                    | 153 424      | 31,22        | 0            | 209 446     | 46,97         | 5           | 5            | 4             |  |
|                        | Ensemble !                                     | ENS                    | 133 853      | 27,24        | 0            | 196 450     | 44,05         | 4           | 4            | 4             |  |
|                        | Rassemblement national                         | RN                     | 78 380       | 15,95        | 0            | 15 867      | 3,56          | 0           | 0            | en stagnation |  |
|                        | Divers gauche                                  | DVG                    | 34 722       | 7,07         | 0            | 24 191      | 5,42          | 1           | 1            | 1             |  |
|                        | Les Républicains                               | LR                     | 26 476       | 5,39         | 0            |             |               |             | 0            | en stagnation |  |
|                        | Reconquête                                     | REC                    | 20 930       | 4,26         | 0            | 0           | Nv            |             |              |               |  |
|                        | Ecologistes                                    | ECO                    | 13 903       | 2,83         | 0            | 0           | en stagnation |             |              |               |  |
|                        | Divers droite                                  | DVD                    | 7 211        | 1,47         | 0            | 0           | en stagnation |             |              |               |  |
|                        | Parti radical de gauche                        | RDG                    | 6 448        | 1,31         | 0            | 0           | Nv            |             |              |               |  |
|                        | Régionaliste                                   | REG                    | 4 289        | 0,87         | 0            | 0           | en stagnation |             |              |               |  |
|                        | Divers extrême gauche                          | DXG                    | 3 964        | 0,81         | 0            | 0           | en stagnation |             |              |               |  |
|                        | Droite souverainiste                           | DSV                    | 3 479        | 0,71         | 0            | 0           | en stagnation |             |              |               |  |
|                        | Divers                                         | DIV                    | 2 269        | 0,46         | 0            | 0           | 1             |             |              |               |  |
|                        | Divers centre                                  | DVC                    | 2 013        | 0,41         | 0            | 0           | Nv            |             |              |               |  |
|                        |                                                |                        |              |              |              |             |               |             |              |               |  |
| Suffrages exprimés     | Suffrages exprimés                             | Suffrages exprimés     | 491 361      | 97,98        |              | 445 954     | 92,35         |             |              |               |  |
| Votes blancs           | Votes blancs                                   | Votes blancs           | 7 098        | 1,42         | 24 846       | 5,15        |               |             |              |               |  |
| Votes nuls             | Votes nuls                                     | Votes nuls             | 3 019        | 0,60         | 12 106       | 2,51        |               |             |              |               |  |
| Total                  | Total                                          | Total                  | 501 478      | 100          | 0            | 482 906     | 100           | 10          | 10           | en stagnation |  |
| Abstentions            | Abstentions                                    | Abstentions            | 436 251      | 46,52        |              | 454 986     | 48,51         |             |              |               |  |
| Inscrits/Participation | Inscrits/Participation                         | Inscrits/Participation | 937 729      | 53,48        | 937 892      | 51,49       |               |             |              |               |  |

### Cartes

Nuance politique des candidats arrivés en tête dans chaque commune au 1er tour.
Nuance politique des candidats arrivés en tête dans chaque commune au 2e tour.

### Résultats par circonscription

#### Première circonscription
Député sortant : Pierre Cabaré (La République en marche).
| Candidat                 | Candidat                 | Parti et coalition       | Nuance                   | Premier tour | Premier tour | Second tour | Second tour |
| Candidat                 | Candidat                 | Parti et coalition       | Nuance                   | Voix         | %            | Voix        | %           |
| ------------------------ | ------------------------ | ------------------------ | ------------------------ | ------------ | ------------ | ----------- | ----------- |
|                          | Hadrien Clouet,          | LFI (NUPES)              | NUP                      | 17 468       | 39,79        | 22 113      | 54,12       |
|                          | Pierre Baudis            | LREM (ENS)               | ENS                      | 12 314       | 28,05        | 18 749      | 45,88       |
|                          | Cathy Marsal             | RN                       | RN                       | 4 279        | 9,75         |             |             |
|                          | Pierre-Nicolas Bapt      | PRG                      | RDG                      | 3 128        | 7,13         |             |             |
|                          | Aude Battistella         | REC                      | REC                      | 2 065        | 4,70         |             |             |
|                          | Oscar Castillo-Mendegris | LR (UDC)                 | LR                       | 1 637        | 3,73         |             |             |
|                          | Evelyne Boujat           | BO (PU)                  | REG                      | 1 330        | 3,03         |             |             |
|                          | Jacques Rocca            | AC (ÉMP)                 | DVC                      | 740          | 1,69         |             |             |
|                          | Benjamin Combes          | PA                       | ECO                      | 625          | 1,42         |             |             |
|                          | Olivier Le Penven        | LO                       | DXG                      | 310          | 0,71         |             |             |
|                          | Georges Picard,          | PCF diss.                | DXG                      | 0            | 0            |             |             |
|                          |                          |                          |                          |              |              |             |             |
| Votes valides            | Votes valides            | Votes valides            | Votes valides            | 43 896       | 98,63        | 40 862      | 94,44       |
| Votes blancs             | Votes blancs             | Votes blancs             | Votes blancs             | 406          | 0,91         | 1 702       | 3,93        |
| Votes nuls               | Votes nuls               | Votes nuls               | Votes nuls               | 202          | 0,45         | 705         | 1,63        |
| Total                    | Total                    | Total                    | Total                    | 44 504       | 100          | 43 269      | 100         |
| Abstention               | Abstention               | Abstention               | Abstention               | 39 462       | 47,00        | 40 695      | 48,47       |
| Inscrits / participation | Inscrits / participation | Inscrits / participation | Inscrits / participation | 83 966       | 53,00        | 83 964      | 51,53       |

#### Deuxième circonscription
Député sortant : Jean-Luc Lagleize (Mouvement démocrate).
| Candidat                 | Candidat                 | Parti et coalition       | Nuance                   | Premier tour | Premier tour | Second tour | Second tour |
| Candidat                 | Candidat                 | Parti et coalition       | Nuance                   | Voix         | %            | Voix        | %           |
| ------------------------ | ------------------------ | ------------------------ | ------------------------ | ------------ | ------------ | ----------- | ----------- |
|                          | Anne Stambach-Terrenoir, | LFI (NUPES)              | NUP                      | 20 570       | 37,25        | 26 895      | 52,90       |
|                          | Jean-Luc Lagleize        | MoDem (ENS)              | ENS                      | 14 807       | 26,81        | 23 946      | 47,10       |
|                          | Sonia Teychene           | RN                       | RN                       | 7 245        | 13,12        |             |             |
|                          | Gilles Joviado           | PRG                      | DVG                      | 3 840        | 6,95         |             |             |
|                          | Christine Gennaro-Saint  | LR (UDC)                 | LR                       | 3 174        | 5,75         |             |             |
|                          | Pauline Lorans           | REC                      | REC                      | 2 397        | 4,34         |             |             |
|                          | Nicolas Karasiak         | PA                       | ECO                      | 846          | 1,53         |             |             |
|                          | Charles Campo            | LP (UPF)                 | DSV                      | 576          | 1,04         |             |             |
|                          | Clotilde Barthélémy      | LO                       | DXG                      | 439          | 0,79         |             |             |
|                          | Catherine Cathala        | MHAN (TUPV)              | ECO                      | 423          | 0,77         |             |             |
|                          | Laurent Balès            | BO (PU)                  | REG                      | 354          | 0,64         |             |             |
|                          | Pierre Martin            | PP                       | DIV                      | 305          | 0,55         |             |             |
|                          | Adeline Guibert          | AUP (LRDP)               | DVG                      | 250          | 0,45         |             |             |
|                          | Estelle de Tournadre     | SE                       | DIV                      | 0            | 0            |             |             |
|                          |                          |                          |                          |              |              |             |             |
| Votes valides            | Votes valides            | Votes valides            | Votes valides            | 55 226       | 98,13        | 50 841      | 93,02       |
| Votes blancs             | Votes blancs             | Votes blancs             | Votes blancs             | 751          | 1,33         | 2 501       | 4,58        |
| Votes nuls               | Votes nuls               | Votes nuls               | Votes nuls               | 302          | 0,54         | 1 314       | 2,40        |
| Total                    | Total                    | Total                    | Total                    | 56 279       | 100          | 54 656      | 100         |
| Abstention               | Abstention               | Abstention               | Abstention               | 49 024       | 46,56        | 50 683      | 48,11       |
| Inscrits / participation | Inscrits / participation | Inscrits / participation | Inscrits / participation | 105 303      | 53,44        | 105 339     | 51,89       |

#### Troisième circonscription
Députée sortante : Corinne Vignon (La République en marche).
| Candidat                 | Candidat                 | Parti et coalition       | Nuance                   | Premier tour | Premier tour | Second tour | Second tour |
| Candidat                 | Candidat                 | Parti et coalition       | Nuance                   | Voix         | %            | Voix        | %           |
| ------------------------ | ------------------------ | ------------------------ | ------------------------ | ------------ | ------------ | ----------- | ----------- |
|                          | Agathe Roby,             | LFI (NUPES)              | NUP                      | 14 695       | 31,60        | 18 905      | 44,29       |
|                          | Corinne Vignon           | LREM (ENS)               | ENS                      | 13 614       | 29,27        | 23 780      | 55,71       |
|                          | Laurence Arribagé        | LR (UDC)                 | LR                       | 7 488        | 16,10        |             |             |
|                          | Stéphanie Alarcon        | RN                       | RN                       | 4 080        | 8,77         |             |             |
|                          | Camille Dulon            | REC                      | REC                      | 2 281        | 4,90         |             |             |
|                          | Patrice Mur              | PRG                      | RDG                      | 1 841        | 3,96         |             |             |
|                          | Benoît Calmels           | MHAN (TUPV)              | ECO                      | 1 588        | 3,41         |             |             |
|                          | Clément Sanvisens        | PA                       | ECO                      | 455          | 0,98         |             |             |
|                          | Malena Adrada            | LO                       | DXG                      | 268          | 0,58         |             |             |
|                          | Olivier de Guyenro       | SE                       | DVD                      | 99           | 0,21         |             |             |
|                          | David Saforcada          | AUP (LRDP)               | DVG                      | 96           | 0,21         |             |             |
|                          | André Michel Lignier     | SE                       | DVG                      | 0            | 0            |             |             |
|                          |                          |                          |                          |              |              |             |             |
| Votes valides            | Votes valides            | Votes valides            | Votes valides            | 46 505       | 98,71        | 42 685      | 93,98       |
| Votes blancs             | Votes blancs             | Votes blancs             | Votes blancs             | 411          | 0,87         | 1 920       | 4,23        |
| Votes nuls               | Votes nuls               | Votes nuls               | Votes nuls               | 196          | 0,42         | 814         | 1,79        |
| Total                    | Total                    | Total                    | Total                    | 47 112       | 100          | 45 419      | 100         |
| Abstention               | Abstention               | Abstention               | Abstention               | 33 608       | 41,64        | 35 314      | 43,74       |
| Inscrits / participation | Inscrits / participation | Inscrits / participation | Inscrits / participation | 80 720       | 58,36        | 80 733      | 56,26       |

#### Quatrième circonscription
Député sortant : Mickaël Nogal (La République en marche).
| Candidat                 | Candidat                 | Parti et coalition       | Nuance                   | Premier tour | Premier tour | Second tour | Second tour |
| Candidat                 | Candidat                 | Parti et coalition       | Nuance                   | Voix         | %            | Voix        | %           |
| ------------------------ | ------------------------ | ------------------------ | ------------------------ | ------------ | ------------ | ----------- | ----------- |
|                          | François Piquemal,       | LFI (NUPES)              | NUP                      | 16 321       | 46,54        | 19 467      | 59,26       |
|                          | Marie-Claire Constans,   | TdP (ENS)                | ENS                      | 8 273        | 23,59        | 13 381      | 40,74       |
|                          | Bertrand Serp            | LR (UDC)                 | LR                       | 3 084        | 8,80         |             |             |
|                          | Ewa Sadowski             | RN                       | RN                       | 2 512        | 7,16         |             |             |
|                          | Fatiha Agag-Boudjahlat   | MRC (FGR)                | DVG                      | 1 676        | 4,78         |             |             |
|                          | Arthur Cottrel           | REC                      | REC                      | 1 447        | 4,13         |             |             |
|                          | Jacme Delmas             | BO (PU)                  | REG                      | 562          | 1,60         |             |             |
|                          | Raimon Sabater           | PA                       | ECO                      | 414          | 1,18         |             |             |
|                          | Sandrine Lafarge         | EDD                      | DVG                      | 192          | 0,55         |             |             |
|                          | Anaïs Jalouneix          | AE                       | DVG                      | 174          | 0,50         |             |             |
|                          | Patrick Marcireau        | LO                       | DXG                      | 143          | 0,41         |             |             |
|                          | Khady-Alberte Sy         | SE                       | DVG                      | 134          | 0,38         |             |             |
|                          | Cécile Brandely          | POID                     | DXG                      | 128          | 0,37         |             |             |
|                          | Jean-Pierre Carsalade    | GPF (CRIC)               | DVC                      | 5            | 0,01         |             |             |
|                          |                          |                          |                          |              |              |             |             |
| Votes valides            | Votes valides            | Votes valides            | Votes valides            | 35 065       | 98,60        | 32 848      | 95,17       |
| Votes blancs             | Votes blancs             | Votes blancs             | Votes blancs             | 343          | 0,96         | 1 143       | 3,31        |
| Votes nuls               | Votes nuls               | Votes nuls               | Votes nuls               | 156          | 0,44         | 525         | 1,52        |
| Total                    | Total                    | Total                    | Total                    | 35 564       | 100          | 34 516      | 100         |
| Abstention               | Abstention               | Abstention               | Abstention               | 33 016       | 48,14        | 34 077      | 49,68       |
| Inscrits / participation | Inscrits / participation | Inscrits / participation | Inscrits / participation | 68 580       | 51,86        | 68 593      | 50,32       |

#### Cinquième circonscription
Député sortant : Jean-François Portarrieu (La République en marche - Alliance centriste).
| Candidat                 | Candidat                  | Parti et coalition       | Nuance                   | Premier tour | Premier tour | Second tour | Second tour |
| Candidat                 | Candidat                  | Parti et coalition       | Nuance                   | Voix         | %            | Voix        | %           |
| ------------------------ | ------------------------- | ------------------------ | ------------------------ | ------------ | ------------ | ----------- | ----------- |
|                          | Jean-François Portarrieu, | LREM - AC (ENS)          | ENS                      | 15 174       | 28,91        | 23 948      | 51,89       |
|                          | Sylvie Espagnolle,        | LFI (NUPES)              | NUP                      | 14 615       | 27,85        | 22 201      | 48,11       |
|                          | Julien Leonardelli        | RN                       | RN                       | 12 931       | 24,64        |             |             |
|                          | Bruno Hontans             | REC                      | REC                      | 2 260        | 4,31         |             |             |
|                          | Jean-Christophe Cheronnet | LR (UDC)                 | LR                       | 1 743        | 3,32         |             |             |
|                          | Alizée Mosdier            | PRG                      | RDG                      | 1 479        | 2,82         |             |             |
|                          | Jérôme Piques             | RES - PNO                | REG                      | 1 160        | 2,21         |             |             |
|                          | Johanna Vélo              | PA                       | ECO                      | 797          | 1,52         |             |             |
|                          | Pascal Virgos             | DLF (UPF)                | DSV                      | 693          | 1,32         |             |             |
|                          | Laurence Gombert          | SE                       | DVG                      | 636          | 1,21         |             |             |
|                          | Michel Laserge            | LO                       | DXG                      | 506          | 0,96         |             |             |
|                          | Anne Grieu                | PP                       | DIV                      | 484          | 0,92         |             |             |
|                          |                           |                          |                          |              |              |             |             |
| Votes valides            | Votes valides             | Votes valides            | Votes valides            | 52 478       | 97,71        | 46 149      | 90,47       |
| Votes blancs             | Votes blancs              | Votes blancs             | Votes blancs             | 859          | 1,60         | 3 263       | 6,40        |
| Votes nuls               | Votes nuls                | Votes nuls               | Votes nuls               | 370          | 0,69         | 1 601       | 3,14        |
| Total                    | Total                     | Total                    | Total                    | 53 707       | 100          | 51 013      | 100         |
| Abstention               | Abstention                | Abstention               | Abstention               | 53 198       | 49,76        | 55 925      | 52,30       |
| Inscrits / participation | Inscrits / participation  | Inscrits / participation | Inscrits / participation | 106 905      | 50,24        | 106 938     | 47,70       |

#### Sixième circonscription
Députée sortante : Monique Iborra (La République en marche).
| Candidat                 | Candidat                 | Parti et coalition       | Nuance                   | Premier tour | Premier tour | Second tour | Second tour |
| Candidat                 | Candidat                 | Parti et coalition       | Nuance                   | Voix         | %            | Voix        | %           |
| ------------------------ | ------------------------ | ------------------------ | ------------------------ | ------------ | ------------ | ----------- | ----------- |
|                          | Monique Iborra           | LREM (ENS)               | ENS                      | 18 437       | 30,27        | 27 570      | 50,00       |
|                          | Fabien Jouvé,            | PS (NUPES)               | NUP                      | 17 904       | 29,39        | 27 566      | 50,00       |
|                          | Lydia Aiello             | RN                       | RN                       | 10 231       | 16,80        |             |             |
|                          | Christelle Helman        | ENG (FGR)                | DVG                      | 2 697        | 4,43         |             |             |
|                          | Christophe Alvès         | LR (UDC)                 | LR                       | 2 658        | 4,36         |             |             |
|                          | Sandra Laporte           | MHAN (TUPV)              | ECO                      | 2 657        | 4,36         |             |             |
|                          | Dominique Piussan        | REC                      | REC                      | 2 081        | 3,42         |             |             |
|                          | Sylvie Bonnemaison       | RES - PNO                | DVD                      | 1 169        | 1,92         |             |             |
|                          | Servane Pater            | PA                       | ECO                      | 777          | 1,28         |             |             |
|                          | Delphine Lanoix          | LP (UPF)                 | DSV                      | 709          | 1,16         |             |             |
|                          | Thierry Taranto          | REC diss.                | DVD                      | 501          | 0,82         |             |             |
|                          | Marc Quinton             | PP                       | DIV                      | 469          | 0,77         |             |             |
|                          | Michèle Puel             | LO                       | DXG                      | 422          | 0,69         |             |             |
|                          | Tristan Martin           | RS (LRDP)                | DVG                      | 200          | 0,33         |             |             |
|                          |                          |                          |                          |              |              |             |             |
| Votes valides            | Votes valides            | Votes valides            | Votes valides            | 60 912       | 97,92        | 55 136      | 92,22       |
| Votes blancs             | Votes blancs             | Votes blancs             | Votes blancs             | 909          | 1,46         | 3 104       | 5,19        |
| Votes nuls               | Votes nuls               | Votes nuls               | Votes nuls               | 386          | 0,62         | 1 550       | 2,59        |
| Total                    | Total                    | Total                    | Total                    | 62 207       | 100          | 59 790      | 100         |
| Abstention               | Abstention               | Abstention               | Abstention               | 53 336       | 46,16        | 55 789      | 48,27       |
| Inscrits / participation | Inscrits / participation | Inscrits / participation | Inscrits / participation | 115 543      | 53,84        | 115 579     | 51,73       |

#### Septième circonscription
Députée sortante : Élisabeth Toutut-Picard (En commun - La République en marche).
| Candidat                 | Candidat                 | Parti et coalition       | Nuance                   | Premier tour | Premier tour | Second tour | Second tour |
| Candidat                 | Candidat                 | Parti et coalition       | Nuance                   | Voix         | %            | Voix        | %           |
| ------------------------ | ------------------------ | ------------------------ | ------------------------ | ------------ | ------------ | ----------- | ----------- |
|                          | Christophe Bex,          | LFI (NUPES)              | NUP                      | 16 149       | 30,68        | 23 644      | 51,17       |
|                          | Élisabeth Toutut-Picard  | EC - LREM (ENS)          | ENS                      | 13 968       | 26,53        | 22 559      | 48,83       |
|                          | Emmanuelle Pinatel       | RN                       | RN                       | 12 531       | 23,80        |             |             |
|                          | Georges-Henri Tessereau  | REC                      | REC                      | 2 459        | 4,67         |             |             |
|                          | Christophe Bancherit     | LR (UDC)                 | LR                       | 1 650        | 3,13         |             |             |
|                          | Julien Midali,           | EDD                      | DVG                      | 1 372        | 2,61         |             |             |
|                          | Angélique Eymond         | RES                      | DVD                      | 1 148        | 2,18         |             |             |
|                          | Stéphane Albert,         | BO (PU) - LÉA            | REG                      | 883          | 1,68         |             |             |
|                          | Romain Von Deyen         | PA                       | ECO                      | 789          | 1,50         |             |             |
|                          | Florent Thuard           | LP (UPF)                 | DSV                      | 736          | 1,40         |             |             |
|                          | Sophie Etcheverry        | PP                       | DIV                      | 489          | 0,93         |             |             |
|                          | Hervé Bergnes            | LO                       | DXG                      | 468          | 0,89         |             |             |
|                          |                          |                          |                          |              |              |             |             |
| Votes valides            | Votes valides            | Votes valides            | Votes valides            | 52 642       | 97,34        | 46 203      | 89,79       |
| Votes blancs             | Votes blancs             | Votes blancs             | Votes blancs             | 1 064        | 1,97         | 3 437       | 6,68        |
| Votes nuls               | Votes nuls               | Votes nuls               | Votes nuls               | 376          | 0,70         | 1 816       | 3,53        |
| Total                    | Total                    | Total                    | Total                    | 54 082       | 100          | 51 456      | 100         |
| Abstention               | Abstention               | Abstention               | Abstention               | 52 407       | 49,21        | 55 044      | 51,68       |
| Inscrits / participation | Inscrits / participation | Inscrits / participation | Inscrits / participation | 106 489      | 50,79        | 106 500     | 48,32       |

#### Huitième circonscription
Député sortant : Joël Aviragnet (Parti socialiste).
| Candidat                 | Candidat                  | Parti et coalition       | Nuance                   | Premier tour | Premier tour | Second tour | Second tour |
| Candidat                 | Candidat                  | Parti et coalition       | Nuance                   | Voix         | %            | Voix        | %           |
| ------------------------ | ------------------------- | ------------------------ | ------------------------ | ------------ | ------------ | ----------- | ----------- |
|                          | Joël Aviragnet,           | PS (NUPES)               | DVG                      | 12 920       | 28,67        | 24 191      | 60,39       |
|                          | Loïc Delchard             | RN                       | RN                       | 9 843        | 21,84        | 15 867      | 39,61       |
|                          | Céline Laurenties-Barrère | H (ENS)                  | ENS                      | 9 281        | 20,60        |             |             |
|                          | Annabelle Fauvernier      | EELV                     | DVG                      | 7 900        | 17,53        |             |             |
|                          | Yves Riere                | REC                      | REC                      | 1 782        | 3,95         |             |             |
|                          | Wilfried Serre            | RES                      | DVD                      | 1 375        | 3,05         |             |             |
|                          | Amélie Bailly             | DLF (UPF)                | DSV                      | 765          | 1,70         |             |             |
|                          | Simon Moncasi             | PA                       | ECO                      | 513          | 1,14         |             |             |
|                          | Martine Guiraud           | LO                       | DXG                      | 367          | 0,81         |             |             |
|                          | François Harari           | AUP (LRDP)               | DVG                      | 309          | 0,69         |             |             |
|                          | Vartan Karnikian          | GPF                      | DIV                      | 9            | 0,02         |             |             |
|                          |                           |                          |                          |              |              |             |             |
| Votes valides            | Votes valides             | Votes valides            | Votes valides            | 45 064       | 97,31        | 40 058      | 90,34       |
| Votes blancs             | Votes blancs              | Votes blancs             | Votes blancs             | 810          | 1,75         | 2 829       | 6,38        |
| Votes nuls               | Votes nuls                | Votes nuls               | Votes nuls               | 435          | 0,94         | 1 456       | 3,28        |
| Total                    | Total                     | Total                    | Total                    | 46 309       | 100          | 44 343      | 100         |
| Abstention               | Abstention                | Abstention               | Abstention               | 39 845       | 46,25        | 41 819      | 48,54       |
| Inscrits / participation | Inscrits / participation  | Inscrits / participation | Inscrits / participation | 86 154       | 53,75        | 86 162      | 51,46       |

#### Neuvième circonscription
Députée sortante : Sandrine Mörch (En commun - La République en marche).
| Candidat                 | Candidat                 | Parti et coalition       | Nuance                   | Premier tour | Premier tour | Second tour | Second tour |
| Candidat                 | Candidat                 | Parti et coalition       | Nuance                   | Voix         | %            | Voix        | %           |
| ------------------------ | ------------------------ | ------------------------ | ------------------------ | ------------ | ------------ | ----------- | ----------- |
|                          | Christine Arrighi,       | EELV (NUPES)             | NUP                      | 16 167       | 39,77        | 21 748      | 58,55       |
|                          | Sandrine Mörch           | EC - LREM (ENS)          | ENS                      | 10 265       | 25,25        | 15 399      | 41,45       |
|                          | Thomas Barkats           | RN                       | RN                       | 5 781        | 14,22        |             |             |
|                          | Paul Rümler              | ENG (FGR)                | DVG                      | 1 998        | 4,91         |             |             |
|                          | Cécile Dufraisse         | LR (UDC)                 | LR                       | 1 954        | 4,81         |             |             |
|                          | Jérôme Audisio           | REC                      | REC                      | 1 869        | 4,60         |             |             |
|                          | Robert Baud              | FÉ (TUPV)                | ECO                      | 1 326        | 3,26         |             |             |
|                          | Juliette Doroy           | PA                       | ECO                      | 458          | 1,13         |             |             |
|                          | Henri Martin             | LO                       | DXG                      | 447          | 1,10         |             |             |
|                          | Younès Benslimane        | PP                       | DIV                      | 330          | 0,81         |             |             |
|                          | Damien Colomina          | RS (LRDP)                | DVG                      | 59           | 0,15         |             |             |
|                          | Chantal Sirugue          | PCF diss.                | DXG                      | 0            | 0,00         |             |             |
|                          |                          |                          |                          |              |              |             |             |
| Votes valides            | Votes valides            | Votes valides            | Votes valides            | 40 654       | 98,20        | 37 147      | 93,33       |
| Votes blancs             | Votes blancs             | Votes blancs             | Votes blancs             | 505          | 1,22         | 1 755       | 4,41        |
| Votes nuls               | Votes nuls               | Votes nuls               | Votes nuls               | 240          | 0,58         | 899         | 2,26        |
| Total                    | Total                    | Total                    | Total                    | 41 399       | 100          | 39 801      | 100         |
| Abstention               | Abstention               | Abstention               | Abstention               | 39 244       | 48,66        | 40 853      | 50,65       |
| Inscrits / participation | Inscrits / participation | Inscrits / participation | Inscrits / participation | 80 643       | 51,34        | 80 654      | 49,35       |

#### Dixième circonscription
Député sortant : Sébastien Nadot (Mouvement des progressistes).
| Candidat                 | Candidat                 | Parti et coalition       | Nuance                   | Premier tour | Premier tour | Second tour | Second tour |
| Candidat                 | Candidat                 | Parti et coalition       | Nuance                   | Voix         | %            | Voix        | %           |
| ------------------------ | ------------------------ | ------------------------ | ------------------------ | ------------ | ------------ | ----------- | ----------- |
|                          | Alice Assier,            | G.s (NUPES)              | NUP                      | 19 535       | 33,16        | 26 907      | 49,80       |
|                          | Dominique Faure,         | PRV - LREM (ENS)         | ENS                      | 17 720       | 30,08        | 27 118      | 50,20       |
|                          | Christelle Poirier       | RN                       | RN                       | 8 947        | 15,19        |             |             |
|                          | Stéphanie Respaud        | LR (UDC)                 | LR                       | 3 088        | 5,24         |             |             |
|                          | Baptiste Marquié         | RES                      | DVD                      | 2 919        | 4,95         |             |             |
|                          | Ghislaine Bourland       | REC                      | REC                      | 2 289        | 3,88         |             |             |
|                          | Séverine Gimeno          | LÉA (TUPV)               | ECO                      | 1 667        | 2,83         |             |             |
|                          | Réda Zitouni             | UCE (ÉMP)                | DVC                      | 1 268        | 2,15         |             |             |
|                          | Sandrine Conte Margail   | PA                       | ECO                      | 568          | 0,96         |             |             |
|                          | Lucile Souche            | LO                       | DXG                      | 466          | 0,79         |             |             |
|                          | Éric Schmitt             | RS (LRDP)                | DVG                      | 269          | 0,46         |             |             |
|                          | Gilles Corso             | SE                       | DIV                      | 183          | 0,31         |             |             |
|                          | Nadine Palat             | PCF diss.                | DXG                      | 0            | 0,00         |             |             |
|                          |                          |                          |                          |              |              |             |             |
| Votes valides            | Votes valides            | Votes valides            | Votes valides            | 58 919       | 97,69        | 54 025      | 92,13       |
| Votes blancs             | Votes blancs             | Votes blancs             | Votes blancs             | 1 040        | 1,72         | 3 192       | 5,44        |
| Votes nuls               | Votes nuls               | Votes nuls               | Votes nuls               | 356          | 0,59         | 1 426       | 2,43        |
| Total                    | Total                    | Total                    | Total                    | 60 315       | 100          | 58 643      | 100         |
| Abstention               | Abstention               | Abstention               | Abstention               | 43 111       | 41,68        | 44 787      | 43,30       |
| Inscrits / participation | Inscrits / participation | Inscrits / participation | Inscrits / participation | 103 426      | 58,32        | 103 430     | 56,70       |